# Fazenda (Cap Verd)
Fazenda és una vila al nord de l'illa de Santiago a l'arxipèlag de Cap Verd. Està situada a 4 kilòmetres al nord de Tarrafal.